# Piłka nożna w Anglii (1912/1913)
Sezon 1912/1913 był 41. w historii angielskiej piłki nożnej.

## Zwycięzcy poszczególnych rozgrywek klubowych w Anglii
| Rozgrywka       | Zwycięzca         |
| --------------- | ----------------- |
| First Division  | Sunderland        |
| Second Division | Preston North End |
| FA Cup          | Aston Villa       |
| Charity Shield  | Blackburn Rovers  |

## Rozgrywki ligowe

### First Division
|    |                      | M  | Z  | R  | P  | B+ | B- | RB    | Pkt |
| -- | -------------------- | -- | -- | -- | -- | -- | -- | ----- | --- |
| 1  | Sunderland           | 38 | 25 | 4  | 9  | 86 | 43 | 2.000 | 54  |
| 2  | Aston Villa          | 38 | 19 | 12 | 7  | 86 | 52 | 1.654 | 50  |
| 3  | Sheffield Wednesday  | 38 | 21 | 7  | 10 | 75 | 55 | 1.364 | 49  |
| 4  | Manchester United    | 38 | 19 | 8  | 11 | 69 | 43 | 1.605 | 46  |
| 5  | Blackburn Rovers     | 38 | 16 | 13 | 9  | 79 | 43 | 1.837 | 45  |
| 6  | Manchester City      | 38 | 18 | 8  | 12 | 53 | 37 | 1.432 | 44  |
| 7  | Derby County         | 38 | 17 | 8  | 13 | 69 | 66 | 1.045 | 42  |
| 8  | Bolton Wanderers     | 38 | 16 | 10 | 12 | 62 | 63 | 0.984 | 42  |
| 9  | Oldham Athletic      | 38 | 14 | 14 | 10 | 50 | 55 | 0.909 | 42  |
| 10 | West Bromwich Albion | 38 | 13 | 12 | 13 | 57 | 50 | 1.140 | 38  |
| 11 | Everton              | 38 | 15 | 7  | 16 | 48 | 54 | 0.889 | 37  |
| 12 | Liverpool            | 38 | 16 | 5  | 17 | 61 | 71 | 0.859 | 37  |
| 13 | Bradford City        | 38 | 12 | 11 | 15 | 50 | 60 | 0.833 | 35  |
| 14 | Newcastle United     | 38 | 13 | 8  | 17 | 47 | 47 | 1.000 | 34  |
| 15 | Sheffield United     | 38 | 14 | 6  | 18 | 56 | 70 | 0.800 | 34  |
| 16 | Middlesbrough        | 38 | 11 | 10 | 17 | 55 | 69 | 0.797 | 32  |
| 17 | Tottenham Hotspur    | 38 | 12 | 6  | 20 | 45 | 72 | 0.625 | 30  |
| 18 | Chelsea              | 38 | 11 | 6  | 21 | 51 | 73 | 0.699 | 28  |
| 19 | Notts County         | 38 | 7  | 9  | 22 | 28 | 56 | 0.500 | 23  |
| 20 | Woolwich Arsenal     | 38 | 3  | 12 | 23 | 26 | 74 | 0.351 | 18  |

### Second Division
|    |                         | M  | Z  | R  | P  | B+ | B- | RB    | Pkt |
| -- | ----------------------- | -- | -- | -- | -- | -- | -- | ----- | --- |
| 1  | Preston North End       | 38 | 19 | 15 | 4  | 56 | 33 | 1.697 | 53  |
| 2  | Burnley                 | 38 | 21 | 8  | 9  | 88 | 53 | 1.660 | 50  |
| 3  | Birmingham City         | 38 | 18 | 10 | 10 | 59 | 44 | 1.341 | 46  |
| 4  | Barnsley                | 38 | 19 | 7  | 12 | 57 | 47 | 1.213 | 45  |
| 5  | Huddersfield Town       | 38 | 17 | 9  | 12 | 66 | 40 | 1.650 | 43  |
| 6  | Leeds City              | 38 | 15 | 10 | 13 | 70 | 64 | 1.094 | 40  |
| 7  | Grimsby Town            | 38 | 15 | 10 | 13 | 51 | 50 | 1.020 | 40  |
| 8  | Lincoln City            | 38 | 15 | 10 | 13 | 50 | 52 | 0.962 | 40  |
| 9  | Fulham                  | 38 | 17 | 5  | 16 | 65 | 55 | 1.182 | 39  |
| 10 | Wolverhampton Wanderers | 38 | 14 | 10 | 14 | 56 | 54 | 1.037 | 38  |
| 11 | Bury                    | 38 | 15 | 8  | 15 | 53 | 57 | 0.930 | 38  |
| 12 | Hull City               | 38 | 15 | 6  | 17 | 60 | 56 | 1.071 | 36  |
| 13 | Bradford Park Avenue    | 38 | 14 | 8  | 16 | 60 | 60 | 1.000 | 36  |
| 14 | Leyton Orient           | 38 | 10 | 14 | 14 | 34 | 47 | 0.723 | 34  |
| 15 | Leicester City          | 38 | 13 | 7  | 18 | 50 | 65 | 0.769 | 33  |
| 16 | Bristol City            | 38 | 9  | 15 | 14 | 46 | 72 | 0.639 | 33  |
| 17 | Nottingham Forest       | 38 | 12 | 8  | 18 | 58 | 59 | 0.983 | 32  |
| 18 | Glossop North End       | 38 | 12 | 8  | 18 | 49 | 68 | 0.721 | 32  |
| 19 | Stockport County        | 38 | 8  | 10 | 20 | 56 | 78 | 0.718 | 26  |
| 20 | Blackpool               | 38 | 9  | 8  | 21 | 39 | 69 | 0.565 | 26  |

M = rozegrane mecze; Z = zwycięstwa; R = remisy; P = porażki; B+ = bramki zdobyte; B- = bramki stracone; RB = stosunek bramek zdobytych do bramek straconych; Pkt = punkty